# Лондиньер
Лондинье́р (фр. Londinières) — коммуна на севере Франции, регион Нормандия, департамент Приморская Сена, округ Дьеп. Население составляет 1265 человек (2018 год). Расположена у речушки Ольн (фр. Eaulne), на пересечении дорог D920, D117, D77, D12 и D1314 — в 30 км от Дьеппа, 60 км от Руана и 195 км от Парижа.
Жители заняты большей частью в сельскохозяйственном производстве. Традиционным для этих мест занятием является животноводство.

## История
В середине позапрошлого века в этих местах было обнаружено около четырёхсот франкских захоронений, вырытых в меловом грунте и сопровождаемых оружием, которые датируются VII столетием — один из франкских некрополей Нейстрии, наряду с захоронениями в Анверме, Эрувиллете и Дувране.

## Достопримечательности
- Церковь Богоматери XVI века.
- Церковь Святого Мелена XVIII века.